# Mont-Gauthier

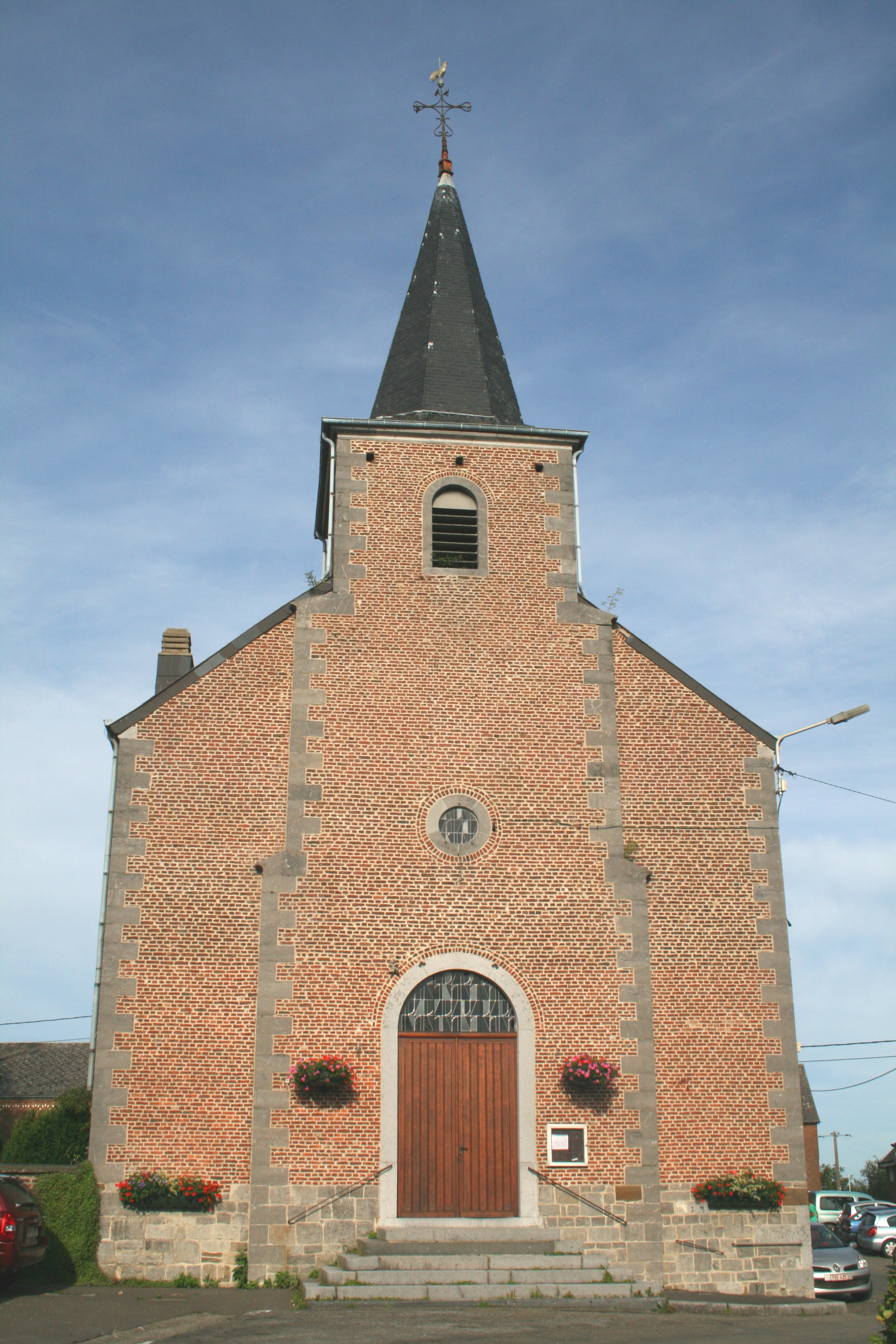
Kirche Saint-Remi

Mont-Gauthier (wallonisch Malåtchî) ist ein zur belgischen Gemeinde Rochefort gehörendes Dorf in der Provinz Namur in der Wallonischen Region.
Das Dorf liegt etwa neun Kilometer nordwestlich von Rochefort.
Im Jahr 1811 wurde die benachbarte Gemeinde Frandeux Mont-Gauthier zugeordnet. 1854 wurde im Ort die Kirche Saint-Remi errichtet. Im Zuge einer Kommunalreform kam die bis dahin selbständige Gemeinde Mont-Gauthier 1977 zur Gemeinde Rochefort.

## Persönlichkeiten
In Mont-Gauthier wurde der belgische Politiker und Bürgermeister von Rochefort Freddy Paquet (1946–2012) geboren. 